# Бачки Јарак
Бачки Јарак (мађ. Tiszaistvánfalva,   или Jarek) је градско насеље у општини Темерин које се налази у Јужнобачком управном округу. Према попису из 2022. било је 5077 становника. Насеље је панонског типа, збијено, готово срасло са Темерином.

## Историја
Село је први пут поменуто 1267. Модерно насеље су основали и населили Немци 1787. (до тада је овде постојало ненасељено подручје). Темерин и Бачки Јарак су 1796. продати грофу Шандору Сечењију за 80.000 форинти.
Као последица догађаја из Другог светског рата, немачко становништво је напустило Бачки Јарак, који је затим насељен дошљацима из Босне и Херцеговине.

## Демографија
У насељу Бачки Јарак живи 4838 пунолетних становника, а просечна старост становништва износи 38,7 година (37,8 код мушкараца и 39,6 код жена). У насељу има 1967 домаћинстава, а просечан број чланова по домаћинству је 3,06.
Ово насеље је великим делом насељено Србима (према попису из 2002. године), а у последња три пописа, примећен је пораст у броју становника.
|             | \| Демографија[1] \| Демографија[1] \| Демографија[1] \| \| Година \| Становника \| Становника \| \| -------------- \| -------------- \| -------------- \| \| 1948. \| 2.438 \| \| \| 1953. \| 2.544 \| \| \| 1961. \| 3.362 \| \| \| 1971. \| 3.858 \| \| \| 1981. \| 5.396 \| \| \| 1991. \| 5.426 \| 5.313 \| \| 2002. \| 6.049 \| 6.221 \| \| 2011. \| 5.687 \| \| |            |
| Демографија | |            |
| Година      | Становника | Становника |
| 1948.       | 2.438 |            |
| 1953.       | 2.544 |            |
| 1961.       | 3.362 |            |
| 1971.       | 3.858 |            |
| 1981.       | 5.396 |            |
| 1991.       | 5.426 | 5.313      |
| 2002.       | 6.049 | 6.221      |
| 2011.       | 5.687 |            |

| Етнички састав према попису из 2002.‍ | Етнички састав према попису из 2002.‍ | Етнички састав према попису из 2002.‍ | Етнички састав према попису из 2002.‍ | Етнички састав према попису из 2002.‍ |
| ------------------------------------ | ------------------------------------ | ------------------------------------ | ------------------------------------ | ------------------------------------ |
|                                      |                                      |                                      |                                      |                                      |
| Срби                                 | Срби                                 |                                      | 5.838                                | 96,51%                               |
| Мађари                               | Мађари                               |                                      | 43                                   | 0,71%                                |
| Хрвати                               | Хрвати                               |                                      | 30                                   | 0,49%                                |
| Југословени                          | Југословени                          |                                      | 22                                   | 0,36%                                |
| Русини                               | Русини                               |                                      | 13                                   | 0,21%                                |
| Македонци                            | Македонци                            |                                      | 11                                   | 0,18%                                |
| Словаци                              | Словаци                              |                                      | 10                                   | 0,16%                                |
| Немци                                | Немци                                |                                      | 7                                    | 0,11%                                |
| Црногорци                            | Црногорци                            |                                      | 6                                    | 0,09%                                |
| Руси                                 | Руси                                 |                                      | 3                                    | 0,04%                                |
| Албанци                              | Албанци                              |                                      | 3                                    | 0,04%                                |
| Муслимани                            | Муслимани                            |                                      | 2                                    | 0,03%                                |
| Чеси                                 | Чеси                                 |                                      | 1                                    | 0,01%                                |
| Бугари                               | Бугари                               |                                      | 1                                    | 0,01%                                |
| непознато                            | непознато                            |                                      | 27                                   | 0,44%                                |

| Година пописа     | 1948. | 1953. | 1961. | 1971. | 1981. | 1991. | 2002. |
| ----------------- | ----- | ----- | ----- | ----- | ----- | ----- | ----- |
| Број домаћинстава | 455   | 531   | 817   | 1.057 | 1.550 | 1.618 | 1.967 |

| Број чланова      | 1   | 2   | 3   | 4   | 5   | 6  | 7  | 8 | 9 | 10 и више | Просек |
| ----------------- | --- | --- | --- | --- | --- | -- | -- | - | - | --------- | ------ |
| Број домаћинстава | 274 | 483 | 431 | 537 | 162 | 57 | 13 | 5 | 2 | 3         | 3,06   |

| Пол    | Укупно | Неожењен/Неудата | Ожењен/Удата | Удовац/Удовица | Разведен/Разведена | Непознато |
| ------ | ------ | ---------------- | ------------ | -------------- | ------------------ | --------- |
| Мушки  | 2.428  | 723              | 1.562        | 95             | 46                 | 2         |
| Женски | 2.632  | 593              | 1.574        | 400            | 62                 | 3         |
| УКУПНО | 5.060  | 1.316            | 3.136        | 495            | 108                | 5         |

| Пол    | Укупно                    | Пољопривреда, лов и шумарство | Рибарство                            | Вађење руде и камена | Прерађивачка индустрија       |
| ------ | ------------------------- | ----------------------------- | ------------------------------------ | -------------------- | ----------------------------- |
| Мушки  | 1.209                     | 104                           | 0                                    | 5                    | 458                           |
| Женски | 906                       | 56                            | 0                                    | 1                    | 261                           |
| УКУПНО | 2.115                     | 160                           | 0                                    | 6                    | 719                           |
| Пол    | Производња и снабдевање   | Грађевинарство                | Трговина                             | Хотели и ресторани   | Саобраћај, складиштење и везе |
| Мушки  | 13                        | 91                            | 184                                  | 33                   | 102                           |
| Женски | 8                         | 20                            | 187                                  | 25                   | 26                            |
| УКУПНО | 21                        | 111                           | 371                                  | 58                   | 128                           |
| Пол    | Финансијско посредовање   | Некретнине                    | Државна управа и одбрана             | Образовање           | Здравствени и социјални рад   |
| Мушки  | 9                         | 41                            | 54                                   | 21                   | 16                            |
| Женски | 20                        | 62                            | 37                                   | 60                   | 96                            |
| УКУПНО | 29                        | 103                           | 91                                   | 81                   | 112                           |
| Пол    | Остале услужне активности | Приватна домаћинства          | Екстериторијалне организације и тела | Непознато            | Непознато                     |
| Мушки  | 27                        | 0                             | 0                                    | 51                   | 51                            |
| Женски | 22                        | 1                             | 0                                    | 24                   | 24                            |
| УКУПНО | 49                        | 1                             | 0                                    | 75                   | 75                            |

## Култура
У Бачком Јарку постоји осмогодишња школа Славко Родић са спортском халом са око 750 места за седење и два спортска терена за кошарку, одбојку и мини фудбал, као и вртић Вељко Влаховић.
Православна црква Успења Пресвете Богородице започета је са изградњом 1998. и отворена је 2002. Захваљујући многобројним донаторима, ктиторима, приложницима, верницима, предузећима, приватним предузетницима, локалној самоуправи и Месној заједници Бачки Јарак, за релативно кратко време завршени су најкомпликованији радови на изградњи цркве. Црквена слава насеља је Успење Пресвете Богородице — Велика Госпојина и обележава се 28. августа.
Зграда Месне заједнице подигнута је 1904. године, са елементима традиционалног градитељства и стилске архитектуре које сведоче о грађењу и урбанизацији Бачког Јарка током 19. и прве половине 20. века и представља значајну тачку идентитета насеља. У згради Месне заједнице налази се сеоска библиотека Петар Кочић.
Етно-парк Брвнара, је јединствени музеј на отвореном и представља завичајну музејску збирку етнолошко-историјског карактера. Настала је на основу иницијативе становника Бачког Јарка, крајишких Срба, колониста из Босанске Крајине. Идеја о њеном оснивању потекла је 1946, са жељом да се сачува сећање на завичај, а објекат је подигнут 1978. Централни објекат овог комплекса је Брвнара, изграђена тако да подсећа на традиционалну кућу динарског подручја. У дворишту куће се још налазе: вајат (зградица) — кућа за млади брачни пар; млечар за држање и спремање млека и млечних производа и кукурузара за чување и сушење кукуруза у клипу.
КУД Др Младен Стојановић постоји од 1948. године, а рад се после тешког периода нефункционисања обнавља 2008. године. Данас КУД ради са око 130 чланова сврстаних у 4 старосне категорије, 3 певачке групе, а има и драмску и новинарску секцију.
Дана 11. маја 2015. године, поводом дана насеља и 69. годишњице колонизације Крајишника у Бачки Јарак откривена је биста Гаврила Принципа.

## Спорт
У насељу постоји фудбалски клуб Младост Бачки Јарак. Основан је 1947. године и игра на стадиону Ливадица капацитета 3.000 места. У Бачком Јарку поникли су и репрезентативци Србије, а неки од познатијих су Дејан Мелег, члан репрезентације до 19 година која је освојила златну медаљу на Европском првенству 2013. у Литванији и фудбалер Војводине, Мирко Иванић, члан репрезентације до 21 годину, и голман Милан Лукач, члан Партизана и сениорске репрезентације.
У Бачком Јарку постоји и рукометни клуб Младост који се такмичи у Првој лиги Север, Кошаркашки клуб Младост Телетехника, Џудо клуб Јамаараши Бачки Јарак и Стонотениски клуб Копчански.
Становници Бачког Јарка такође се баве и риболовом. Рибњак Језеро смештено је на уласку у Бачки Јарак из правца Новог Сада и простире се на два хектара, док је водена површина 1,5 хектара. У самом језеру има између шест и седам тона капиталне рибе (шаран, амур, штука, смуђ...). Рибњак је отворен у периоду од марта до новембра.

## Галерија
- Црква у Бачком Јарку
- Црква у Бачком Јарку
- Кућа изграђена у швапском стилу
- Центар Бачког Јарка
- Споменик жртвама поратног кампа